# 赤瑞湖
赤瑞湖是一个位于中国云南省红河哈尼族彝族自治州石屏县的淡水湖，面积约为3.66平方千米，属于云贵高原区。它的一级流域为广西、云南、西藏、新疆诸国际河流，二级流域为元江-红河水系。